# أغنى رجل في بابل (كتاب)
أغنى رجل في بابل (بالإنجليزية: The Richest Man in Babylon) هو كتاب لرجل الأعمال الأمريكي جورج صامويل كلاسون نشر في عام 1926، يعطي الكتاب نصائح مالية لمجموعة من الناس عاشوا في مدينة بابل القديمة
قبل نشر الكتاب كان جورج يكتب مقالات قصيرة عن طرق النجاح وينشرها في وريقات صغيرة يتناقلها الناس، حتى جمع أشهر هذه الوريقات ووضعها في كتابه هذا. وقد أُعيد نشر هذا الكتب في عام 2002، و2004 و2007 وبيعت منه أكثر من مليوني نسخة

## فصول الكتاب
- مقدمة
- الرجل الذي طلب الذهب
- أغنى رجل في بابل
- السبع علاجات لمحفظة اللحم
- لقاء آلهة الحظ السعيد
- القوانين الخمس للذهب
- دائن الذهب في بابل
- جدران بابل
- تجارة الجمال في بابل
- الأقراض المغطاة بالطين من بابل
- الرجل ذو أفضل حظ في بابل
- تخطيط تاريخي لبابل
- أغنى رجل في بابل

كان أركاد أغنى رجل في بابل.. وقد قصده أصدقاؤه القدامى الذين لم يفلحو في الوصول إلى الثراء باحثين عن السر وراء الثراء، وقد قام بمساعدتهم ومساعدة أهالي بابل وأخبرهم بأسرار الثراء بأسلوب شيق.
إذا قرأت الكتاب فستجده مليئاً بالقصص التي تثري خبرتك.. أما النقاط الأساسية في الكتاب سأوردها بإيجاز..

احتفظ بجزء من إيراداتك.
- الطرق السبعة للتغلب على المحافظ الخاوية:
  - 1) ابدأ في ملء محفظتك
  - 2) تحكم في نفقاتك
  - 3) اعمل على إنماء ثروتك
  - 4) حافظ على ثروتك من الضياع
  - 5) اجعل منزلك استثماراً مربحاً
  - 6) اضمن دخلاً ثابتاً في المستقبل
  - 7) زد من قدرتك على الكسب.

- الحظ السعيد يأتي فقط لمن يعملون بنشاط لاستغلال الفرصة التي تتاح لهم.

القوانين الخمسة للمال :
1- يأتي المال بسهولة وبكميات متزايدة لأي إنسان يقوم بادخار ما لا يقل عن عشر إيراداته كي ينشئ ممتلكات من أجل مستقبله ومستقبل عائلته.
2- يعمل المال بكد ورضا من أجل صاحبه الحكيم الذي يجد وسيلة جيدة لإنمائه مما يجعله يتضاعف.
3- يبقى المال في حماية صاحبه الحريص الذي يستثمره في إطار النصح الذي يقدمه له الرجال البارعون في التعامل مع المال.
4- سريعاً ما يفر المال من بين يدي الإنسان الذي يستثمره في أعمال وأغراض لا يألفها أو لا يوافق عليها من هم بارعون في الحفاظ عليه.
5- يفر المال من الإنسان الذي يجبره على جني إيرادات غير ممكنة أو يتبع النصائح المغرية التي يقدمها له المحتالون والمخادعون أو يعتمد في استثماره على خبرته المعدومة ورغباته العاطفية.
- الحذر القليل خير من الندم الكثير. (إننا في عصرنا هذا، خلف أسوار مدخراتنا المأمونة واستثماراتنا الموثوقة، نستطيع حماية أنفسنا من المآسي غير المتوقعة التي قد تصيبنا.)
- إننا لا نستطيع أن نتحمل أن نكون بلا حماية كافية.
- أينما وجدت العزيمة، وجد الطريق.[1]